# 瀬戸麻沙美
瀬戸 麻沙美（せと あさみ、1993年4月2日 - ）は、日本の女性声優。埼玉県出身。StarCrew所属。

## 経歴
中学2年生の時、偶然視聴したアニメ『D.Gray-man』の主人公、アレン・ウォーカー（声：小林沙苗）に魅せられ、キャラクターだけでなく他の演者の声優にも興味が湧き、声優を志す。2009年、高校在学中に第3回シグマ・セブンオーディションに合格。翌2010年より声優活動を開始する。
2010年、初めて受けたオーディションでテレビアニメ『放浪息子』（2011年）の準主人公、高槻よしの役に抜擢される。自身にとって初仕事の収録だったが、演技などに関して事前の指示はほとんど必要としなかったと監督のあおきえいは述べている。
2011年、日本テレビ系テレビアニメ『ちはやふる』で主演（綾瀬千早役）とエンディング主題歌の歌唱を担当。同局系列のテレビアニメ『HUNTER×HUNTER』のクラピカ役のオーディションに参加しており、その演技が『ちはやふる』番組関係者の目に留まり、改めて千早役のオーディションを行ったところ満場一致で起用が決定した。
2015年4月1日付けで、シグマ・セブンeからシグマ・セブンへ異動。
2021年11月1日よりシグマ・セブンからStarCrewへ移籍。あわせて公式Twitterアカウントを開設した。
2025年、第19回声優アワードにて、助演声優賞を受賞。

## 人物
中学生時代はバレーボール部、高校では新体操部に所属。アニメ以外に歴史番組や大河ドラマや特撮も好み、大学生時代は歴史学を専攻していた。姉がいる。
アニメ『ちはやふる』の中谷敏夫プロデューサーは、人選が難航していた主役に瀬戸を選んだ理由について、「わざとらしさや、けれんみのない無垢な芝居が決め手になった」と彼女の演技を評している。
特技はピアノ、歌、新体操、絵。漢検3級を取得。
ハロー!プロジェクトのファンである。

## 出演
太字はメインキャラクター。

### テレビアニメ
2011年
- あの日見た花の名前を僕達はまだ知らない。（ゆきあつ〈幼少期〉）
- お兄ちゃんのことなんかぜんぜん好きじゃないんだからねっ!!（女子）
- ちはやふる（2011年 - 2020年、綾瀬千早） - 3シリーズ
- DOG DAYS（2011年 - 2015年、アメリタ・トランペ） - 2シリーズ
- Fate/Zero（コトネ）
- 放浪息子（高槻よしの）
- もし高校野球の女子マネージャーがドラッカーの『マネジメント』を読んだら（菜々子、アナウンス）
- ロウきゅーぶ!（2011年 - 2013年、袴田かげつ） - 2シリーズ

2012年
- 戦姫絶唱シンフォギア（2012年 - 2019年、友里あおい） - 5シリーズ
- アイカツ!（2012年 - 2016年、星宮らいち、神谷しおん、宮本真子）
- TARI TARI（宮本来夏）
- マギ（李青舜）
- リトルバスターズ!（風紀委員B）
- 輪廻のラグランジェ（ラン） - 2シリーズ

2013年
- 革命機ヴァルヴレイヴ（指南ショーコ）
- キューティクル探偵因幡（夏輝）
- ステラ女学院高等科C3部（榛名凛）
- ストライク・ザ・ブラッド（藍羽浅葱）
- ポケットモンスター ベストウイッシュ エピソードN（ノノミ）

2014年
- ウィッチクラフトワークス（火々里綾火）
- エスカ&ロジーのアトリエ 〜黄昏の空の錬金術士〜（ウィルベル・フォル＝エルスリート）
- キャプテン・アース（麻野田クミコ）
- selector infected WIXOSS（浦添伊緒奈、イオナ〈ユキ〉） - 2シリーズ
- ハイキュー!!（2014年 - 2016年、道宮結） - 3シリーズ
- ベイビーステップ（2014年 - 2016年、佐々木姫子） - 2シリーズ
- 魔弾の王と戦姫（子供ティグル）
- 魔法戦争（五十島くるみ）

2015年
- 浦和の調ちゃん（高砂調）
- オーバーロード（2015年 - 2018年、シズ・デルタ） - 3シリーズ
- クレヨンしんちゃん（相戸ルナ）
- Charlotte（目時）
- 食戟のソーマ（2015年 - 2017年、北条美代子） - 3シリーズ
- 団地ともお（菊川凪子）
- 探偵歌劇 ミルキィホームズ TD（アン・ガーディ）
- デス・パレード（黒髪の女）
- 東京喰種トーキョーグール シリーズ（2015年 - 2018年、真戸暁） - 3シリーズ
- VALKYRIE DRIVE -MERMAID-（シャルロット・シャルゼン）
- ぷれぷれぷれあです（2015年 - 2018年、シズ・デルタ） - 3シリーズ
- 魔法少女リリカルなのはViVid（ファビア・クロゼルグ）
- モンスター娘のいる日常（キー）

2016年
- クロムクロ（荻布美夏 ）
- ノルン+ノネット（不知火七海）
- ハルチカ 〜ハルタとチカは青春する〜（芹澤直子）
- ViVid Strike!（ファビア・クロゼルグ）
- ファンタシースターオンライン2 ジ アニメーション（マスターネズミ）
- 文豪ストレイドッグス（2016年 - 2023年、樋口一葉） - 4シリーズ
- ほのぼのログ（千春、沙織 他）
- マクロスΔ（ミラージュ・ファリーナ・ジーナス）
- レガリア The Three Sacred Stars（イングリッド・ティエスト）

2017年
- ポケットモンスター サン&ムーン（2017年 - 2019年、ジュンサー）
- 夏目友人帳 陸（月子）
- GRANBLUE FANTASY The Animation（ジェシカ）
- セントールの悩み（君原理乃、静浦流々）
- ひとりじめマイヒーロー（櫂出先生）
- それいけ!アンパンマン（2017年 - 2023年、シナモンロールちゃん）

2018年
- 刀使ノ巫女（折神紫）
- 刻刻（間島翔子）
- 七つの美徳（ウリエル）
- LOST SONG（アリュー・ルックス）
- 重神機パンドーラ（エミリア・ヴァリ）
- Lostorage conflated WIXOSS（ユキ）
- レイトン ミステリー探偵社 〜カトリーのナゾトキファイル〜（2018年 - 2019年、メアリナ・トライトン）
- すのはら荘の管理人さん（月見里菫）
- 音楽少女（熊谷絵里）
- 青春ブタ野郎シリーズ（2018年 - 2025年、桜島麻衣） - 2シリーズ

2019年
- 盾の勇者の成り上がり（2019年 - 2025年、ラフタリア） - 4シリーズ
- B-PROJECT シリーズ（2019年 - 2023年、澄空つばさ） - 2シリーズ
- 荒野のコトブキ飛行隊（レオナ）
- みにとじ（折神紫）
- 異世界かるてっと（2019年 - 2020年、シズ、ラフタリア） - 2シリーズ
- アサシンズプライド（シェンファ＝ツヴィトーク）
- アイカツオンパレード!（2019年 - 2020年、星宮らいち、神谷しおん）
- ノー・ガンズ・ライフ（2019年 - 2020年、ローサ・マクマホン） - 2シリーズ

2020年
- 歌舞伎町シャーロック（鈴本エリカ）
- 乙女ゲームの破滅フラグしかない悪役令嬢に転生してしまった…（2020年 - 2021年、ジオルド・スティアート〈幼少期〉） - 2シリーズ
- 呪術廻戦（2020年 - 2023年、釘崎野薔薇、改造人間） - 2シリーズ
- ぐらぶるっ!（ジェシカ）

2021年
- 文豪ストレイドッグス わん!（樋口一葉）
- トロピカル〜ジュ!プリキュア（2021年 - 2022年、滝沢あすか / キュアフラミンゴ）
- 戦闘員、派遣します!（炎のハイネ）
- SCARLET NEXUS（カサネ・ランドール）
- 平穏世代の韋駄天達（ピサラ）
- 海賊王女（フェナ・ハウトマン）
- かぎなど（風紀委員）

2022年
- BIRDIE WING -Golf Girls' Story-（2022年 - 2023年、天鷲葵） - 2シリーズ
- むさしの!（高砂調）
- Extreme Hearts（アシュリー・ヴァンクロフト）
- 陰の実力者になりたくて!（2022年 - 2023年、アルファ） - 2シリーズ
- BLEACH 千年血戦篇（2022年 - 2024年、斑目志乃） - 2シリーズ
- 機動戦士ガンダム 水星の魔女（2022年 - 2023年、サビーナ・ファルディン） - 2シリーズ

2023年
- テクノロイド オーバーマインド（エリザ、エリザベス）
- アルスの巨獣（ツルギ）
- 私の百合はお仕事です!（西園寺寧々）
- 女神のカフェテラス（2023年 - 2024年、鳳凰寺紅葉） - 2シリーズ
- 【推しの子】（2023年 - 2024年、不知火フリル） - 2シリーズ
- ブルバスター（二階堂アル美）
- 帰還者の魔法は特別です（アゼスト・キングスクラウン）
- アンダーニンジャ（鬼首、女子生徒4）
- 君のことが大大大大大好きな100人の彼女（2023年 - 2025年、栄逢凪乃） - 2シリーズ
- ゴブリンスレイヤーII（花冠の森姫）
- とあるおっさんのVRMMO活動記（ミーナ）
- シャングリラ・フロンティア（2023年 - 2025年、遠き日のセツナ）- 2シリーズ

2024年
- 異修羅（シエン）
- 怪獣8号（2024年 - 2025年、亜白ミナ） - 2シリーズ
- ささやくように恋を唄う（朝凪依）
- THE NEW GATE（シュニー・ライザー）
- 夜のクラゲは泳げない（小春）
- Unnamed Memory（エルゼ）
- 小市民シリーズ（2024年 - 2025年、真木島みどり） - 2シリーズ
- 最凶の支援職【話術士】である俺は世界最強クランを従える（ヴェロニカ）
- 妖怪学校の先生はじめました!（豆ママ）

2025年
- アサティール2 未来の昔ばなし（長女 ハトゥーン）
- 薬屋のひとりごと（子翠 / 楼蘭 / 玉藻）
- 勘違いの工房主〜英雄パーティの元雑用係が、実は戦闘以外がSSSランクだったというよくある話〜（ユーリシア）
- ヴィジランテ -僕のヒーローアカデミア ILLEGALS-（塚内真）
- 強くてニューサーガ（ウルザ）
- 瑠璃の宝石（荒砥凪）
- 傷だらけ聖女より報復をこめて（ルーア・レストアット）
- グノーシア（ジナ）
- 最後にひとつだけお願いしてもよろしいでしょうか（スカーレット・エル・ヴァンディミオン）

### 劇場アニメ
2012年
- マルドゥック・スクランブル 排気（少女）

2013年
- 劇場版 とある魔術の禁書目録 -エンデュミオンの奇蹟-（メアリエ＝スピアヘッド）
- デス・ビリヤード（女）
- 劇場版 あの日見た花の名前を僕達はまだ知らない。（集〈幼少〉）

2014年
- アイカツ!シリーズ（2014年 - 2023年、神谷しおん、星宮らいち） - 3作品

2015年
- 音楽少女（熊谷絵里）
- ラブライブ!The School Idol Movie（スクールアイドル）
- バケモノの子
- UFO学園の秘密（アンナ / 水瀬アンナ）
- ガールズ&パンツァー 劇場版（西絹代）

2016年
- 劇場版selector destructed WIXOSS（浦添伊緒奈）
- ポッピンQ（小湊伊純）

2017年
- 劇場版 はいからさんが通る（2017年 - 2018年、北小路環） - 前後編

2018年
- 劇場版マクロスΔ 激情のワルキューレ（ミラージュ・ファリーナ・ジーナス）
- UNDER THE DOG Jumbled（アンシア・カレンバーグ）
- 宇宙の法—黎明編—（アンナ / 水瀬アンナ）

2019年
- 青春ブタ野郎シリーズ（2019年 - 2023年、桜島麻衣） - 3作品

2020年
- 劇場版 ハイスクール・フリート（高橋千華）
- 荒野のコトブキ飛行隊 完全版（レオナ）

2021年
- 映画 トロピカル〜ジュ!プリキュア プチ とびこめ!コラボ♡ダンスパーティ!（滝沢あすか / キュアフラミンゴ）
- 劇場版マクロスΔ 絶対LIVE!!!!!!（2021年、ミラージュ・ファリーナ・ジーナス）
- 映画 トロピカル〜ジュ!プリキュア 雪のプリンセスと奇跡の指輪!（滝沢あすか / キュアフラミンゴ）
- EUREKA/交響詩篇エウレカセブン ハイエボリューション（エクス・トラ）

2022年
- 劇場版 異世界かるてっと 〜あなざーわーるど〜（ラフタリア）
- 雨を告げる漂流団地（兎内夏芽）
- わたしだけのお子さまランチ（キュアフラミンゴ）
- THE FIRST SLAM DUNK（彩子）

2024年
- 劇場版 オーバーロード 聖王国編（シズ・デルタ）
- ふれる。（幼秋）

2025年
- クレヨンしんちゃん 超華麗!灼熱のカスカベダンサーズ（アリアーナ）

### OVA
2012年
- コードギアス 亡国のアキト（2012年 - 2016年、フェリッリ・バルトロウ）
- 乃木坂春香の秘密 ふぃな〜れ♪（柏原有佳）
- 堀さんと宮村くん（2012年 - 2018年、堀京子）
- 輪廻のラグランジェ（2012年 - 2014年、ラン）  - 3シリーズ

2013年
- ちはやふる（綾瀬千早） - コミックス第22巻DVD付き限定版
- にじいろ☆プリズムガール 第2話 ふたりの天才（RIA） - 『ちゃお』2013年11月号付録

2014年
- リトルバスターズ! EX（生徒A、風紀委員）

2015年
- ストライク・ザ・ブラッド（2015年 - 2022年、藍羽浅葱） - 5シリーズ + スペシャルOVA
- DOG DAYS"（アメリタ・トランペ）

2016年
- Under the Dog（アンシア・カレンバーグ）
- 「英雄」解体（カロン）

2017年
- ViVid Strike!（ファビア・クロゼルグ） - 第4巻
- 機動戦士ガンダム THE ORIGIN（2017年 - 2018年、ファン・リー） - 2019年に再編集作品『THE ORIGIN 前夜 赤い彗星』テレビ放送
- ガールズ&パンツァー 最終章（2017年 - 2023年、西絹代、鴨乃橋）

2020年
- デート・ア・バレット デッド・オア・バレット（佐賀繰唯） - 前後編
- 刀使ノ巫女 刻みし一閃の燈火（折神紫）

2021年
- 乙女ゲームの破滅フラグしかない悪役令嬢に転生してしまった…X（ジオルド・スティアート〈幼少期〉） - コミックス第7巻特装版

### Webアニメ
2010年代
- Double Circle（2013年、アカネ）
- モンスターストライク（2015年、イザナミ）
- B: The Beginning（2018年 - 2021年、星名リリィ） - 2シリーズ
- ぷれぷれぷれあです 〜クレマンティーヌ逃亡編〜（2018年、シズ・デルタ）
- 荒野のコトブキ飛行隊外伝　大空のハルカゼ飛行隊（2019年、レオナ）

2020年代
- ノクターンブギ（2020年、夢仲魔理）
- 天空侵犯（2021年、ホワイトフェザー、日下部卯月）
- スター・ウォーズ: ビジョンズ「村の花嫁」（2021年、エフ）
- がんばれ同期ちゃん（2021年、先輩さん）
- テルマエ・ロマエ ノヴァエ（2022年、山口マミ）
- かげじつ！（2022年 - 2023年、アルファ）
- ブルーアーカイブ「beautiful day dreamer」（2022年、羽川ハスミ）
- ヤキトリ（2023年、楊紫涵）
- BASTARD!! -暗黒の破壊神-（2023年、シェラ・イー・リー）
- 放課後のブレス（2023年、ビワ）
- 『BLUE PROTOCOL』 Side Story（2024年、ティリス）
- BULLET/BULLET（2025年、ノア）

### ゲーム
2010年
- リトルバスターズ! Converted Edition - PSP版
- ぱすてるチャイムContinue（詩穂）

2011年
- ケイオスリングス（アルト）
- トキメキファンタジー ラテール（ジョアン・ファーム）

2012年
- アーシャのアトリエ 〜黄昏の大地の錬金術士〜（ウィルベル・フォル＝エルスリート）
- あの日見た花の名前を僕達はまだ知らない。（ゆきあつ〈幼少期〉）
- エクストルーパーズ（サージュ）
- 君と一緒に2（一之瀬愛）
- ストリートファイター X 鉄拳（リリ）
- 特殊報道部（度会楓）
- 嫁コレ（ラン、火々里綾火、藍羽浅葱、五十島くるみ）

2013年
- エスカ&ロジーのアトリエ 〜黄昏の空の錬金術士〜（ウィルベル・フォル＝エルスリート）
- アプリ彼女（アリィ）
- 青春はじめました!（山田花子）
- NORN9 ノルン+ノネット（不知火七海、医者）
- 桃色大戦ぱいろん（ローゼリッタ・ドルンレースヒェン）

2014年
- アーシャのアトリエPlus 〜黄昏の大地の錬金術士〜（ウィルベル・フォル＝エルスリート）
- UNDER NIGHT IN-BIRTH Exe:Late（ツクヨミ）
- 機動戦士ガンダム オンライン（女性パイロット〈快活II〉）
- グランブルーファンタジー（2014年 - 2024年、ジェシカ、アズサ、釘崎野薔薇）
- グリモア〜私立グリモワール魔法学園〜（遊佐鳴子）
- サウザンドメモリーズ（天命の継承者ルピナ）
- シャイニング・レゾナンス（ソニア・ブランシュ）
- シャリーのアトリエ 〜黄昏の海の錬金術士〜（ウィルベル・フォル＝エルスリート）
- 翠星のガルガンティア ONLINE FLEET（イザベラ）
- ソニプロ（上条胡桃）
- NORN9 VAR COMMONS（不知火七海）
- ファントム オブ キル（フラガラッハ）
- 魔法少女大戦 ZANBATSU（プリンセスサイタマ）
- モンスターハンター メゼポルタ開拓記（ナギサ）
- ロウきゅーぶ! ないしょのシャッターチャンス（袴田かげつ）

2015年
- アイカツ! My No.1 Stage!（神谷しおん）
- エスカ&ロジーのアトリエ Plus 〜黄昏の空の錬金術士〜（ウィルベル・フォル＝エルスリート）
- オルタンシア・サーガ -蒼の騎士団-
- クイズRPG 魔法使いと黒猫のウィズ（ヒカリ・スフィア）
- グランスフィア 〜宿命の王女と竜の騎士〜（王女ステラ）
- 幻影異聞録♯FE（チキは俺の嫁P、リンダ）
- ザクセスヘブン リベリオン（焦香）
- 神撃のバハムート（ジェシカ）
- スクールガールストライカーズ（末葉あおい）
- セブンスドラゴンIII code:VFD（リッカ）
- 戦国姫譚MURAMASA-雅-（上杉景勝）
- テイルズ オブ リンク（カナ）
- 東京喰種 carnaval ∫ color（真戸暁）
- NORN9 LAST ERA（不知火七海）
- ブレードアークス from シャイニング（ソニア）
- ファンタシースターオンライン2（女性共通ソニアボイス）
- ファントム オブ キル（オティヌス）
- ゆるかみ!（宇都宮つつみ）
- レーシング娘。（宗田鈴乃、浪花小蒔）
- World of Tanks（西絹代）
- Wonderland Wars（リトル・アリス、シャドウ・アリス）

2016年
- アイカツ! フォトonステージ!!（神谷しおん、星宮らいち）
- シャリーのアトリエ Plus 〜黄昏の海の錬金術士〜（ウィルベル・フォル＝エルスリート）
- イノセントベイン（鳥華貴子）
- ファンタシースターオンライン2 es（バイオベルド）
- 白猫プロジェクト（2016年 - 2021年、カレン、釘崎野薔薇）
- 世界樹の迷宮V 長き神話の果て
- 誰ガ為のアルケミスト（2016年 - 2020年、フェンサー、ラフタリア）
- ファンタシースターオンライン2（マスターネズミ）
- NORN9 ACT TUNE（不知火七海）
- スーパーロボット大戦X-Ω（2016年 - 2020年、シャッテ・ジュードヴェステン / フェール、フェンディ、フィン・エ・ルド・スイ・ラフィンティ、ミラージュ・ファリーナ・ジーナス）
- マクロスΔスクランブル（ミラージュ・ファリーナ・ジーナス）
- スターリーガールズ（アンドロメダ）

2017年
- アンジュ・ヴィエルジュ〜ガールズバトル〜（小湊伊純）
- ファイアーエムブレム ヒーローズ（2017年 - 2020年、リンダ、イナ）
- ポッピンQ Dance for Quintet！（小湊伊純）
- ファタモルガーナの館 -COLLECTED EDITION-（ジゼル）
- あくしず戦姫 〜戦場を駆ける乙女たち〜（ナースホルン）
- 艦隊これくしょん -艦これ-（Гангут ガングート / Октябрьская революция オクチャブリスカヤ・レヴォリューツィヤ / 神威）
- IMPLOSION（ダイアナ）
- セブンズストーリー（2017年 - 2020年、ファルメア、イシーヌ、ソアラ、ラフタリア）
- マギアレコード 魔法少女まどか☆マギカ外伝（2017年 - 2024年、竜城明日香）
- 歌マクロス スマホDeカルチャー（ミラージュ・ファリーナ・ジーナス）
- LORD of VERMILION IV（火々里綾火）
- 文豪ストレイドッグス 迷ヰ犬怪奇譚（樋口一葉）

2018年
- デスティニーチャイルド（ミュリナ）
- 電脳戦機バーチャロン×とある魔術の禁書目録 とある魔術の電脳戦機（オティヌス）
- ファイアーエムブレム無双（リンダ）
- ガールズ&パンツァー ドリームタンクマッチ（西絹代）
- 刀使ノ巫女 刻みし一閃の燈火（折神紫）
- シャイニング・レゾナンス リフレイン（ソニア・ブランシュ）
- テイルズ オブ ザ レイズ（2018年 - 2023年、カナ、カサネ・ランドール）
- アズールレーン（2018年 - 2021年、サン・ルイ、ソビエツカヤ・ベラルーシア）
- ロードオブロイヤルブラッド（ウィザード）
- ドールズフロントライン（IWS2000、CONTENDER）
- 御城プロジェクト:RE（成都城、チャンドラ・マハル、モーリッツブルク城）
- Dies irae 〜Amantes amentes〜（ヨミ）
- プレカトゥスの天秤（オフィーリア・マジェスティナ・オルディス）
- アトリエ オンライン 〜ブレセイルの錬金術士〜（ウィルベル）

2019年
- 逆転オセロニア（メイレン）
- 荒野のコトブキ飛行隊 大空のテイクオフガールズ!（レオナ）
- MASS FOR THE DEAD（シズ・デルタ）
- BLADE ARCUS Rebellion from Shining（ソニア・ブランシュ）
- ハイスクール・フリート 艦隊バトルでピンチ!（高橋千華）
- アナザーエデン（ヒスメナ）
- 陰陽師本格幻想RPG（化鯨）
- クラッシュフィーバー（ラフタリア）
- チェインクロニクル3（ラフタリア）
- ケモニスタONLINE（ラフタリア）
- とある魔術の禁書目録 幻想収束（オティヌス）
- トリニティセブン -夢幻図書館と第7の太陽-（ラフタリア）
- 音乐少女（熊谷绘里）
- スーパーロボット大戦DD（2019年 - 2024年、指南ショーコ、シャッテ・ジュードヴェステン）
- クロス×ロゴス（主人公〈女〉）
- クロスクロニクル（ルーシー）
- まちむす 地球防衛ライブ（ダカール、ウィーン）
- 東京喰種: re 【CALL to EXIST】（真戸暁）
- アクション対魔忍（紫藤凛花）

2020年
- 東方スペルバブル（アリス･マーガトロイド）
- エピックセブン（キャロット）
- グランドサマナーズ（ラフタリア）
- アズールレーン クロスウェーブ（サン・ルイ）
- 装甲娘 ミゼレムクライシス（ジェネラル）
- アークナイツ（ケオべ）
- 三國志 覇道（小喬）
- ファイナルギア -重装戦姫-（フェヴィア）
- 決戦！平安京（化鯨）
- 幻想牢獄のカレイドスコープ（英土麗美）

2021年
- ゴエティアクロス（ラフタリア）
- ブルーアーカイブ -Blue Archive-（2021年 - 2025年、羽川ハスミ）
- 盾の勇者の成り上がり RERISE（ラフタリア）
- CARAVAN STORIES（ラフタリア）
- モンスターストライク（2021年 - 2025年、釘崎野薔薇、アルファ、真戸暁、亜白ミナ、子翠、いろは）
- sin 七つの大罪 X-TASY（ウリエル）
- SCARLET NEXUS（カサネ・ランドール）
- 終末のアーカーシャ（おぼろ）
- 原神（九条裟羅）
- ブレイブ フロンティア レゾナ（レンカ・ツキモリ）
- 英雄伝説 黎の軌跡（《金》のオランピア）
- B-PROJECT 流星*ファンタジア（澄空つばさ）
- 共闘ことばRPG コトダマン（2021年 - 2022年、ミラージュ・F・ジーナス、釘崎野薔薇）
- セブンナイツ2（レン）
- グランサガ（セオドラ）

2022年
- 乙女ゲームの破滅フラグしかない悪役令嬢に転生してしまった… 〜波乱を呼ぶ海賊〜（ジオルド・スティアート〈幼少期〉）
- ヘブンバーンズレッド（2022年 - 2024年、手塚咲）
- ミコノート はれときどきけがれ（カグツチ）
- スーパーロボット大戦30（シャッテ・ジュードヴェステン） - DLC追加キャラクター
- EVE ghost enemies（リーサ）
- ユグドラ・レゾナンス（ドラコニカ）
- エターナルツリー（冬至）
- インフィニティソウルズ（東田花凛）
- Echocalypse -緋紅の神約-（ソーヴァ）
- ドルフィンウェーブ（暮無夕離）
- 陰の実力者になりたくて！マスターオブガーデン（2022年 - 2024年、アルファ）

2023年
- アリス・ギア・アイギス（巽竜子）
- Fate/Grand Order（2023年 - 2024年、果心居士）
- BLUE PROTOCOL（ティリス）
- 無期迷途（カスロ）
- レスレリアーナのアトリエ 〜忘れられた錬金術と極夜の解放者〜（ウィルベル）
- 呪術廻戦 ファントムパレード（釘崎野薔薇）

2024年
- 鉄拳8（麗奈）
- 呪術廻戦 戦華双乱（釘崎野薔薇）
- ファントム オブ キル -オルタナティブ・イミテーション-（フラガラッハ）
- ユニコーンオーバーロード（ベレンガリア）
- マクロス -Shooting Insight-（ミラージュ・ファリーナ・ジーナス）
- Stellar Blade（イヴ）
- 北海道連鎖殺人 オホーツクに消ゆ 〜追憶の流氷・涙のニポポ人形〜（猿渡まりな）
- カイジ外伝：激熱の街（佐藤美月）
- ポケモンマスターズEX（ビワ）
- けものフレンズ3（黒龍）

2025年
- ダンジョンに出会いを求めるのは間違っているだろうか 水と光のフルランド（ベリンダ・アルタネッタ）
- 魔法少女まどか☆マギカ Magia Exedra（竜城明日香）
- スーパーロボット大戦Y（ミラージュ・ファリーナ・ジーナス）

### ドラマCD
2010年
- アニコイ 〜ANIme mitaina KOI shitai!〜

2011年
- GIRL FRIENDS（田口うらら）
- DOG DAYS ドラマBOX vol.1（アメリタ・トランベ）

2012年
- たいようのいえ（ウェイトレス） - コミックス第5巻ドラマCD付き特装版
- Magnolia（女生徒A） - Magnolia 4 ドラマCD付き特装版
- 輪廻のラグランジェ season2 キャラクターCD Vol.1 - 3（ラン）

2013年
- 俺がお嬢様学校に「庶民サンプル」として拉致られた件（天空橋愛佳） - ドラマCD付き第5巻特装版
- まおゆう魔王勇者（幼少冬の王子）
- コープスパーティー2 DEAD PATIENT（伊藤あやめ）
- TARI TARI ドラマCD 旅立ちの歌（宮本来夏）

2014年
- オーバーロード（シズ）
- NORN9 ノルン+ノネット アニメイトオリジナル3巻連動特典ドラマCD「おかえりから始めるメソッド」（不知火七海）
- ファタモルガーナの館I - III（2014年 - 2015年、館の女中）

2015年
- いおの様ファナティクス（フレシェ・ヴァンセット） - 新装版コミック1巻のドラマCD付き特装版
- 怪ほどき屋 外伝（西條雪緒）
- 金の彼女 銀の彼女（ジーヤ）
- ストライク・ザ・ブラッド 狂躁のドッペルゲンガー（藍羽浅葱）
- グランブルーファンタジー「臆病勇者と囚われの姫君」ディレクターズカット版（ジェシカ）
- メイドが教える魔王学! ドラマCD「魔王とメイドの秘宝探検」（白波メリア）
- 私がモテてどうすんだ コミックス第5巻ドラマCD付特装版（中野あまね）

2016年
- ガールズ&パンツァー劇場版 ドラマCD5 新しい友達ができました!（西絹代）
- 中古でも恋がしたい！3（八百谷合梨）

2017年
- 夜想曲
- ドラマCD『Wonderland Wars』Side Story 第２章（リトル・アリス、シャドウ・アリス）

2018年
- シャイニング・レゾナンス リフレイン 付属ドラマCD（ソニア・ブランシュ）
- TVアニメ/データカードダス『アイカツ！』&『アイカツスターズ！』スペシャルドラマCD（神谷しおん）
- 春待つ僕ら 9巻 ドラマCD付き特装版（神山亜哉〈小学生〉）
- ばらかもん 17巻 ドラマCD付き初回限定特装版（お嬢〈舘永嬢〉）
- 桜島麻衣 添い寝タペストリー Special CD『反省会』（桜島麻衣）

2019年
- BLADEARCUS Rebellion from Shining 付属ドラマCD（ソニア・ブランシュ）
- すのはら荘の管理人さん 5巻 ドラマCD付き特装版（月見里菫）
- 青春ブタ野郎はキャットファイトの夢を見ない（桜島麻衣）

2020年
- 青春ブタ野郎はパウダースノーの夢を見ない（桜島麻衣）

2023年
- 私の百合はお仕事です!（西園寺寧々） - Blu-ray各巻特典
- 青春ブタ野郎はおでかけシスターの夢を見ない 劇場パンフレット豪華版 Special Drama CD「青春ブタ野郎はハニートーストの夢を見ない」（桜島麻衣）

### 吹き替え

#### 映画
- ペーパータウン（2016年、レイシー〈ハルストン・セイジ〉）
- メイズ・ランナー2: 砂漠の迷宮（2016年、ハリエット〈ナタリー・エマニュエル〉）
- エル・カミーノ・クリスマス（2017年、ケイト・ダニエルズ〈ミッシェル・マイレット〉）
- グースバンプス モンスターと秘密の書（2017年、ハンナ・スタイン〈オデイア・ラッシュ〉）
- マッドタウン（2017年、アーレン〈スキ・ウォーターハウス〉）
- ジーサンズ はじめての強盗（2018年、ブルックリン・ハーディング〈ジョーイ・キング〉）
- エブリシング（2018年、マデリン〈アマンドラ・ステンバーグ〉）
- ホテル・エルロワイヤル（2019年、エミリー〈ダコタ・ジョンソン〉）
- アナベル 死霊博物館（2020年、メアリー・エレン〈マディソン・アイズマン〉）
- ドクター・ドリトル（2020年、ヴィクトリア女王〈ジェシー・バックリー〉[281][282]）
- ロスト・ドーター（2021年、若い頃のレダ・カルーソ〈ジェシー・バックリー〉）
- 死霊館 悪魔のせいなら、無罪。（2022年、デビー・グラッツェル〈サラ・キャサリン・フック〉[283]）
- 聖闘士星矢 The Beginning（2023年、マリン[284]）
- Pearl パール（2023年、ミッツィー〈エマ・ジェンキンス＝プーロ〉）
- TALK TO ME/トーク・トゥ・ミー（2024年、ジェイド〈アレクサンドラ・ジェンセン〉[285]）
- ツイスターズ（2024年、リリー〈サッシャ・レイン〉[286]）
- ヴェノム:ザ・ラストダンス（2024年[287]）
- バック・トゥ・ザ・フューチャーシリーズ ※日本テレビ版[288]
  - バック・トゥ・ザ・フューチャー（2025年、ジェニファー〈クラウディア・ウェルズ〉）
  - バック・トゥ・ザ・フューチャー PART2（2025年、ジェニファー〈エリザベス・シュー〉）
  - バック・トゥ・ザ・フューチャー PART3（2025年、ジェニファー〈エリザベス・シュー〉）

#### ドラマ
- ALMOST HUMAN/オールモスト・ヒューマン #10（2014年、ライラ）
- ウェイワード・パインズ 出口のない街（2015年）
- DALLAS/スキャンダラス・シティ シーズン2（2015年、エマ〈エマ・ベル〉）
- glee/グリー シーズン6（2015年、マディソン〈ローラ・ドレイフュス〉）
- THE 100/ハンドレッド（2015年、クラーク・グリフィン〈イライザ・テイラー〉）
- アメージング・ストーリー『君去りし後』（2020年、エヴリン・ポーター〈ビクトリア・ペドレッティ〉）
- ホント無理だから（2021年、ミニー〈ミンニ〉）
- ゴシップガール（2021年、ルナ・ラ〈ザイオン・モレノ〉[289]）
- イ・ドゥナ！（2024年、イ・ドゥナ〈ペ・スジ〉）

#### アニメ
- ガーディアン・ブラザーズ -小門神-（2018年、ケイト）
- カルメン・サンディエゴ（2019年、カルメン）
- 攻略うぉんてっど!〜異世界救います!?〜（2023年、ウィルフ[290]）
- 龍族 -The Blazing Dawn-（2024年、酒徳亜紀）
- ネコのクラちゃん Ordinary days（2025年、アロン アマス[291]）

### デジタルコミック
- 新抗体物語 音声付きWEB漫画（2013年、牛島要[292][293][注 1]）
- ヤンキー君と白杖ガール（2020年、橙野ハチ子[294]）
- マイ・ブロークン・マリコ（2020年、トモヨ[295]）
- BLACK MILK（2021年、ハヴィ[296]）
- 三途の川アウトレットパーク（2023年 - 2024年、白鳥[297][298]） - 2シリーズ[一覧 37]
- 異世界で姉に名前を奪われました（2023年、華恋[299]）
- グリーングリーングリーンズ（2024年、王賀撫子[300]）
- ささやくように恋を唄う（2024年 - 2025年、朝凪依[301]）

### ラジオ
※はインターネット配信。
- ラジオどっとあい「瀬戸麻沙美のふくつうの精神」（2011年、BBQR※）
- ラグラジ! 〜石原夏織と瀬戸麻沙美の『輪廻のラグランジェ』Webラジオ〜（2011年 - 2012年、HiBiKi Radio Station※）
- TARI TARIラジオ ゆったりまったり放課後日誌（2012年、音泉※・HiBiKi Radio Station※）
- ちはやふる〜浜松町かるた部〜（2013年、超!A&G+※・音泉※）
- ハルトはナイーヴ♪（2013年・『革命機ヴァルヴレイヴ』公式サイト※）
- ラジオ魔法戦争（2013年 - 2014年、音泉※）[302]
- 歌ったり 笑ったり ジョイントフェスティバル思い出日誌（2014年、ランティスウェブラジオ※）
- ユピテルpresents野島裕史・瀬戸麻沙美の霧島レイくらぶ（2014年 - 2015年、文化放送）
- 瀬戸麻沙美のラジオステーション ファタモルガーナの館（2015年 - 2016年、HOBiRECORDS※）
- かおりとあさみのグリラジ‼︎（2015年 - 2016年、超!A&G+※）
- 田村睦心×瀬戸麻沙美の獅子奮迅!体育会系ラジオ![303]（2016年 - 2017年、ニコニコチャンネル※・超!A&G+※）[304]
- RadioポッピンQ 〜ほんのすこし面白くする、それだけで世界は変わる〜（2016年 - 2017年、音泉※・HiBiKi Radio Station※・アニメイトタイムズ※）
- 青春ブタ野郎はバニーガール先輩とおるすばん妹のラジオを聴きたい（2018年 - 2019年、音泉※）[305]
- 普通にラジオをお届けしたいラフタリアとフィーロ（2019年・2022年、音泉※）[306]
- ガールズ＆パンツァーRADIO 知波単学園、ラジオ突撃！（2019年、音泉※）
- 瀬戸麻沙美 Now Roading（2020年 - 2023年、超!A&G+※）[307]
- 瀬戸麻沙美と日高里菜のお(を)したい!（2020年 - 2021年、音泉※）[308]
- RADIO海賊王女ー瀬戸×鈴木の船内放送局（2021年、超!A&G+※）[309]

### ラジオCD
- ラグラジ！ 〜石原夏織と瀬戸麻沙美の『輪廻のラグランジェ』Webラジオ〜シリーズ（パーソナリティ）
- TARI TARIラジオ ゆったりまったり放課後日誌 シリーズ（パーソナリティ）
- 早見沙織のふり〜すたいる♪5（ゲスト）
- ストブらじお 雪菜と凪沙のおとなり放送局 Vol.2（ゲスト）
- 東京喰種トーキョーグール -グルラジ- Vol.2（ゲスト）

### テレビ番組
※はインターネット配信。
- 迎夢作郎Z（2011年、Ustream※）

### ナレーション
- NEWS ZERO（『FROM ZERO』コーナーナレーション[310]、2014年4月11日 - 2018年8月17日）
  - ZEROカルチャースピンオフ 「雅人&高畑充希が巡る 不思議と謎の鎌倉旅」（ナレーション、2017年12月19日）
  - ZERO CULTURE特別版「高橋一生　初めてのルーヴル〜アートと英雄をめぐる旅〜」（ナレーション、2018年5月26日）
- ごきげん歌謡笑劇団（語り、2014年12月25日 - 2016年3月17日）
- カラー改訂版 まるおぼえ英単語2600（KADOKAWA：2014年9月17日[311]）
- 映画『植物図鑑 運命の恋、ひろいました』公開記念特番（ナレーション、2016年6月1日）
- 1周回って知らない話 〜黒柳徹子に失礼な質問10連発SP【結婚への思いも告白！】〜（語り、2017年1月25日）
- ビキニ・クライマー DEEP WATER SOLO（ナレーション、2017年3月20日）
- いつか僕らもご意見番 コメンテーター予備校（ナレーション、2017年4月9日）
- ウケる!偉人伝 人気芸人がコントで熱演!史実はどっち?（ナレーション、2017年7月23日）
- ビキニ・クライマー 2 DEEP WATER SOLO（ナレーション、2018年4月11日）
- Documentary of Namie Amuro "Finally"（ナレーション、2017年10月1日 - 2018年9月29日）
- ウケる！偉人伝 人気芸人が話題の偉人を演じる!笑って学べるバラエティ予習SP（ナレーション、2018年9月29日）
- ETV特集「宮沢賢治　銀河への旅〜慟哭（どうこく）の愛と祈り〜」（ナレーション、2019年2月9日）
- オオカミくんには騙されない 〜地上波スペシャル版〜（ナレーション、2019年8月20日）
- 目撃！にっぽん「この一札にかける〜名門百人一首部の挑戦〜」（語り、2019年9月1日）
- 鈴木愛理ソロ初シングル「Escape」リリース特番（ナレーション、2019年9月4日）
- 合計4億再生突破!アベマ恋愛番組再生回数ランキングBEST20（ナレーション、2020年1月3日）
- ぎふスペシャル RIZING（ナレーション、2020年1月17日）
- RAGAZZE!〜少女たちよ!〜（ナレーション、2020年3月28日）
- コロナ重症病棟 医師たちの闘い -長期取材で見えた真実…後遺症と壮絶リハビリ-（ナレーション、2020年7月11日）
- 松下洸平SPインタビューvol.1（ナレーション、2020年8月9日）
- 世界が騒然！本当にあった(秘)衝撃ファイル（声の出演、2021年2月25日）

### 特撮
- ウルトラギャラクシーファイト 運命の衝突（2022年、ウルトラウーマンベスの声[312]）
- ウルトラマンレグロス ファーストミッション（2023年、ウルトラウーマンベスの声[313]）

### アプリ
ゲームアプリは#ゲームの節を参照
- ノベルアプリ『RENT HEAD』（聖護院乃Ｍ[314]）
- 進化型おしゃべりアプリ『ISEKAI』（ラフタリア[315]）

### オーディオドラマ
- 怪ほどき屋（2015年、西條雪緒[316]）
- ブルバスター 激録!波止工業24時（2022年、二階堂アル美）
- Extreme Hearts S×S×S（2022年、アシュリー・ヴァンクロフト）

### CM
- TARI TARI ゲオオリジナル店内音声CM[317]（宮本来夏）
- 百花宮のお掃除係 TVCM（ナレーション[318]）
- 山形日産グループ 創業60周年記念 アニメCM（ヒカリ、ナレーション[319]）

### 写真集
- W×Cast voice actor friends ＜授業篇＞、＜放課後篇＞（グライドメディア、2012年10月11日）

### 朗読劇
- 銀河鉄道の夜（2017年）
- 独立記念日（2018年）
- judgement〜泡沫ニ映ス胡蝶ノ夢〜（2019年）
- クラシカル・クロニクル（2020年、マリー・アントワネット）

### プラネタリウム番組
- ソラノユキサキ（2013年、ユキ[320]）
- 10000光年双眼鏡（2021年、シヒル[321]）

### パチスロ・パチンコ
- パチスロ 輪廻のラグランジェ（2014年、ラン）
- パチスロ ウィッチクラフトワークス（2016年、火々里綾火[322]）
- CR 革命機ヴァルヴレイヴ（2018年、指南ショーコ）
- Pフィーバー革命機ヴァルヴレイヴ（2018年、指南ショーコ）
- PフィーバーマクロスΔ（2019年、ミラージュ・ファリーナ・ジーナス）
- Pフィーバー革命機ヴァルヴレイヴ2（2021年、指南ショーコ）

### その他コンテンツ
- レキシ堂-ミニブシ(2013年、直江カネツグ)
- 宝探し 探偵学園エデン 〜怪盗アビルからの挑戦〜（2014年）
- ラジオコメディー「シワ・ハウス-敬老の日編-」（2015年[323]、由美）
- 多数決ドラマ『青春ブタ野郎はバニーガール先輩の夢を見ない with さくら荘のペットな彼女』（2016年、桜島麻衣）
- 特別展「流転100年 佐竹本三十六歌仙絵と王朝の美」(2019年10月12日-11月24日、音声ガイド）
- 神奈川県藤沢警察署 1日警察署長（2019年9月21日）
- マクロスがとまらない（2019年9月27日、10月11日、SHOWROOM）
- バンめし♪（2020年、戸沢千景 / 夜叉姫）
- 呪術廻戦 ボイスマスコット（2020年、釘崎野薔薇[324]）
- 新・魔法科高校の劣等生 キグナスの乙女たち【電撃文庫朗読してみた】（2021年、朗読[325]）
- 絶対にデレてはいけないツンデレ【電撃文庫朗読してみた】（2021年、朗読[326]）
- わたし以外とのラブコメは許さないんだからね【電撃文庫朗読してみた】（2021年、朗読[327]）
- TRUE WIRELESS STEREO EARPHONES アニメ『呪術廻戦』 釘崎野薔薇(CV:瀬戸麻沙美)モデル（2021年、釘崎野薔薇[328]）
- 小説『時守たちのラストダンス』『七夕の夜におかえり』アニメPV（2021年[329]）
- 『きみが死ぬまで恋をしたい』（著：あおのなち）第6巻発売記念PV（2023年、リジィ・セイラン[330]）

## ディスコグラフィ

### キャラクターソング
| 発売日   | 商品名 | 歌 | 楽曲                                                                                               | 備考                                                                                           |
| 2012年   | 2012年 | 2012年 | 2012年                                                                                             | 2012年                                                                                         |
| -------- | --- | --- | -------------------------------------------------------------------------------------------------- | ---------------------------------------------------------------------------------------------- |
| 1月18日  | ちはやふる オリジナル・サウンドトラック&キャラクターソング集 第1首                                                             | 綾瀬千早（瀬戸麻沙美） | 「full throttle」                                                                                  | テレビアニメ『ちはやふる』関連曲                                                               |
| 8月8日   | 潮風のハーモニー | 白浜坂高校合唱部 | 「潮風のハーモニー」                                                                               | テレビアニメ『TARI TARI』エンディングテーマ                                                    |
| 8月8日   | 潮風のハーモニー | 白浜坂高校合唱部 | 「Triple Smiley」                                                                                  | Webラジオ『TARI TARIラジオ ゆったりまったり放課後日誌』テーマソング                            |
| 8月15日  | ジャージ部魂!/ジャージ部のうた-完全版-                                                                                         | 鴨女ジャージ部 | 「ジャージ部魂！」                                                                                 | テレビアニメ『輪廻のラグランジェ』エンディングテーマ                                           |
| 8月15日  | ジャージ部魂!/ジャージ部のうた-完全版-                                                                                         | 鴨女ジャージ部 | 「ジャージ部のうた -完全版-」                                                                      | テレビアニメ『輪廻のラグランジェ』関連曲                                                       |
| 9月12日  | 輪廻のラグランジェ season2 キャラクターCD Vol.2 ラン編                                                                         | フィン・エ・ルド・スイ・ラフィンティ（瀬戸麻沙美） | 「かわいそうなシャチ」                                                                             | テレビアニメ『輪廻のラグランジェ』関連曲                                                       |
| 9月26日  | TARI TARI ミュージックアルバム 〜歌ったり、奏でたり〜                                                                          | 白浜坂高校生徒一同 | 「白浜坂高校校歌」                                                                                 | テレビアニメ『TARI TARI』挿入歌                                                                |
| 9月26日  | TARI TARI ミュージックアルバム 〜歌ったり、奏でたり〜                                                                          | 宮本来夏（瀬戸麻沙美） | 「goin' my way!!（#1 Ver.）」                                                                      | テレビアニメ『TARI TARI』挿入歌                                                                |
| 9月26日  | TARI TARI ミュージックアルバム 〜歌ったり、奏でたり〜                                                                          | 宮本来夏（瀬戸麻沙美）、沖田紗羽（早見沙織）、田中大智（島﨑信長） | 「白浜坂高校校歌（ラテン Ver.）」                                                                  | テレビアニメ『TARI TARI』挿入歌                                                                |
| 9月26日  | TARI TARI ミュージックアルバム 〜歌ったり、奏でたり〜                                                                          | 白浜坂高校合唱部 | 「Hau'oli♪」                                                                                       | テレビアニメ『TARI TARI』挿入歌                                                                |
| 9月26日  | TARI TARI ミュージックアルバム 〜歌ったり、奏でたり〜                                                                          | 白浜坂高校合唱部 | 「潮風のハーモニー (4人Ver.)」                                                                     | テレビアニメ『TARI TARI』エンディングテーマ                                                    |
| 9月26日  | TARI TARI ミュージックアルバム 〜歌ったり、奏でたり〜                                                                          | 白浜坂高校合唱部 | 「潮風のハーモニー (2人Ver.)」                                                                     | テレビアニメ『TARI TARI』エンディングテーマ                                                    |
| 9月26日  | TARI TARI ミュージックアルバム 〜歌ったり、奏でたり〜                                                                          | 宮本来夏（瀬戸麻沙美）、沖田紗羽（早見沙織） | 「心の旋律（#2ED Ver.）」                                                                          | テレビアニメ『TARI TARI』エンディングテーマ                                                    |
| 9月26日  | TARI TARI ミュージックアルバム 〜歌ったり、奏でたり〜                                                                          | 白浜坂高校合唱部 | 「心の旋律 (#6ED Ver.)」 「潮風のハーモニー (5人Ver.)」 「潮風のハーモニー (#13ED Ver.)」          | テレビアニメ『TARI TARI』エンディングテーマ                                                    |
| 9月26日  | TARI TARI ミュージックアルバム 〜歌ったり、奏でたり〜                                                                          | 白浜坂高校合唱部 | 「心の旋律」                                                                                       | テレビアニメ『TARI TARI』挿入歌                                                                |
| 9月26日  | TARI TARI ミュージックアルバム 〜歌ったり、奏でたり〜                                                                          | 西之端ヒーローショウテンジャー | 「熱闘ヒーローガンバライジャー (#10 Ver.)」 「熱闘ヒーローガンバライジャー」                       | テレビアニメ『TARI TARI』挿入歌                                                                |
| 9月26日  | TARI TARI ミュージックアルバム 〜歌ったり、奏でたり〜                                                                          | 白浜坂高校合唱部&声楽部 | 「radiant melody」                                                                                 | テレビアニメ『TARI TARI』挿入歌                                                                |
| 10月5日  | - | 堀京子（瀬戸麻沙美） | 「シロツメクサ」                                                                                   | OVA『堀さんと宮村くん』エンディングテーマ                                                      |
| 11月14日 | TARI TARI キャラクターソングアルバム 空盤 〜見上げたり、はばたいたり〜                                                         | 宮本来夏（瀬戸麻沙美） | 「Twinkle Link」 「goin' my way!!」                                                                | テレビアニメ『TARI TARI』関連曲                                                                |
| 11月14日 | TARI TARI キャラクターソングアルバム 海盤 〜潜ったり、たゆたったり〜                                                           | 宮本来夏（瀬戸麻沙美）、沖田紗羽（早見沙織） | 「七色Happiness」                                                                                  | テレビアニメ『TARI TARI』関連曲                                                                |
| 11月14日 | TARI TARI キャラクターソングアルバム 海盤 〜潜ったり、たゆたったり〜                                                           | 宮本来夏（瀬戸麻沙美）、ウィーン（花江夏樹） | 「ホワイトデコレーション☆」                                                                        | テレビアニメ『TARI TARI』関連曲                                                                |
| 11月14日 | TARI TARI キャラクターソングアルバム 海盤 〜潜ったり、たゆたったり〜                                                           | 坂井和奏（高垣彩陽）、宮本来夏（瀬戸麻沙美） | 「SWEET SHINY DAY」                                                                                | テレビアニメ『TARI TARI』関連曲                                                                |
| 11月14日 | TARI TARI キャラクターソングアルバム 海盤 〜潜ったり、たゆたったり〜                                                           | 宮本来夏（瀬戸麻沙美） | 「ホワイトデコレーション☆（来夏と歌っちゃお☆バージョン）」                                         | テレビアニメ『TARI TARI』関連曲                                                                |
| 2013年   | | | |                                                                                                |
| 3月29日  | Electronic Resonance | 熊谷絵里（瀬戸麻沙美） | 「Moonlight Forest」 「Back to Marie」 「Crystal Sound」 「Sword of the Light」 「Dear My Friend」 | 『音楽少女』関連曲                                                                             |
| 4月10日  | TARI TARI ドラマCD 旅立ちの歌                                                                                                  | 白浜坂高校合唱部 | 「旅立ちの歌」                                                                                     | テレビアニメ『TARI TARI』関連曲                                                                |
| 8月10日  | World Heroes/廻る日輪 | 千歳ハル（沼倉愛美）、熊谷絵里（瀬戸麻沙美） | 「World Heroes」 「廻る日輪」                                                                      | 『音楽少女』関連曲                                                                             |
| 8月21日  | ロウきゅーぶ！SS Character Songs 慧心学園初等部女子ミニバスケットボール部5年生チーム                                           | 慧心学園初等部女子ミニバスケットボール部5年生チーム | 「下級生Groove!」 「どきどきすること」 「チョーゼツよくできました◎」                               | テレビアニメ『ロウきゅーぶ！SS』関連曲                                                         |
| 12月29日 | Lucy/Starlit Walk | 熊谷絵里（瀬戸麻沙美） | 「Starlit Walk」                                                                                   | 『音楽少女』関連曲                                                                             |
| 2014年   | | | |                                                                                                |
| 2月3日   | - | 鴨女ジャージ部 | 「ジャージ部 Forever」                                                                             | パチスロ『パチスロ 輪廻のラグランジェ』挿入歌                                                  |
| 2月3日   | - | フィン・エ・ルド・スイ・ラフィンティ（瀬戸麻沙美） | 「ジャージ部魂! ランVer.」                                                                         | パチスロ『パチスロ 輪廻のラグランジェ』挿入歌                                                  |
| 2月26日  | ストライク・ザ・ブラッド BD・DVD第2巻特典CD                                                                                    | 藍羽浅葱（瀬戸麻沙美） | 「片恋Parameter」                                                                                  | テレビアニメ『ストライク・ザ・ブラッド』関連曲                                                 |
| 2月26日  | ロウきゅーぶ！SS BD・DVD第6巻特典CD                                                                                            | 袴田かげつ（瀬戸麻沙美） | 「しあわせのあくび」                                                                               | テレビアニメ『ロウきゅーぶ！SS』関連曲                                                         |
| 4月23日  | 魔法戦争キャラクターCD IV | 五十島くるみ（瀬戸麻沙美） | 「My first love」                                                                                  | テレビアニメ『魔法戦争』関連曲                                                                 |
| 4月26日  | 月面飛行のリリファ/ロックンロールキャット                                                                                      | 熊谷絵里（瀬戸麻沙美） | 「月面飛行のリリファ」                                                                             | 『音楽少女』関連曲                                                                             |
| 5月28日  | 魔法戦争 BD・DVD第2巻特典CD | 相羽六（東山奈央）、五十島くるみ（瀬戸麻沙美） | 「恋のSandstorm」                                                                                  | テレビアニメ『魔法戦争』関連曲                                                                 |
| 7月23日  | ウィッチクラフトワークス キャラクターソングアルバム                                                                            | 火々里綾火（瀬戸麻沙美） | 「風の想い出 - La Mémoire Perdue」                                                                 | テレビアニメ『ウィッチクラフトワークス』関連曲                                                 |
| 7月23日  | ウィッチクラフトワークス キャラクターソングアルバム                                                                            | 摩訶ロン、ウサ騎紙、多華宮仄（小林裕介）、火々里綾火（瀬戸麻沙美） | 「WCW タイトル決定戦！ウサ騎紙vs摩訶ロン 冬月コロシアムノールール巨大化デスマッチ 〜Max Object〜」 | テレビアニメ『ウィッチクラフトワークス』関連曲                                                 |
| 11月27日 | 音楽少女 2ndアルバム「Perfect Free」                                                                                           | 千歳ハル（沼倉愛美）、熊谷絵里（瀬戸麻沙美） | 「Perfect Free」                                                                                   | 『音楽少女』関連曲                                                                             |
| 11月27日 | 音楽少女 2ndアルバム「Perfect Free」                                                                                           | 熊谷絵里（瀬戸麻沙美） | 「メサイア・コンプレックス」 「Purely all stay there」                                             | 『音楽少女』関連曲                                                                             |
| 12月17日 | TARI TARI BD-BOX きゃにめ.jp限定版特典CD                                                                                       | 白浜坂高校合唱部 | 「いつまでも輝きを」                                                                               | OVA『TARI TARI』エンディングテーマ                                                             |
| 2015年   | | | |                                                                                                |
| 1月28日  | シャイニング・レゾナンス ミュージックコレクション                                                                              | キリカ（早見沙織）、ソニア（瀬戸麻沙美） | 「虹の旋律」                                                                                       | ゲーム『シャイニング・レゾナンス』主題歌                                                       |
| 1月28日  | シャイニング・レゾナンス ミュージックコレクション                                                                              | ソニア（瀬戸麻沙美） | 「『プリンセス・ロマンス』」                                                                       | ゲーム『シャイニング・レゾナンス』関連曲                                                       |
| 3月25日  | - | 堀京子（瀬戸麻沙美） | 「知らない世界」                                                                                   | OVA『堀さんと宮村くん』エンディングテーマ                                                      |
| 6月26日  | 3STARS | 熊谷絵里（瀬戸麻沙美） | Visionary                                                                                          | 『音楽少女』関連曲                                                                             |
| 12月23日 | おはモア(*>▽<*)ゞ行進曲!!/聖なる夜に鐘は止む。                                                                                 | ゆさなみ♫ | 「おはモア(*>▽<*)ゞ行進曲!!」 「聖なる夜に鐘は止む。」                                             | ラジオ『かおりとあさみのグリラジ』テーマソング                                                 |
| 12月29日 | Justability | 千歳ハル（沼倉愛美）、熊谷絵里（瀬戸麻沙美）、竜王更紗（渕上舞） | 「Justability」                                                                                    | 『音楽少女』関連曲                                                                             |
| 12月29日 | Justability | 熊谷絵里（瀬戸麻沙美） | 「Winteright」                                                                                     | 『音楽少女』関連曲                                                                             |
| 2016年   | | | |                                                                                                |
| 2月24日  | VALKYRIE DRIVE -MERMAID-BD・DVD第3巻特典CD                                                                                     | シャルロット・シャルゼン（瀬戸麻沙美）、時雨霞（田澤茉純） | 「Beat Magic!」                                                                                    | テレビアニメ『VALKYRIE DRIVE -MERMAID-』関連曲                                                 |
| 5月25日  | ハルチカ〜ハルタとチカは青春する〜 キャラソンミニアルバム 〜ガールズ〜                                                         | 芹澤直子（瀬戸麻沙美) | 「Especially Call」                                                                                | テレビアニメ『ハルチカ 〜ハルタとチカは青春する〜』関連曲                                      |
| 6月22日  | ヨゾラのシズク 〜GRANBLUE FANTASY〜                                                                                            | アリーザ（高森奈津美）、ジェシカ（瀬戸麻沙美） | 「ヨゾラのシズク」                                                                                 | ゲーム『グランブルーファンタジー』関連曲                                                       |
| 6月22日  | ヨゾラのシズク 〜GRANBLUE FANTASY〜                                                                                            | ジェシカ（瀬戸麻沙美） | 「ヨゾラのシズク」                                                                                 | ゲーム『グランブルーファンタジー』関連曲                                                       |
| 12月21日 | さよなら。ありがとう。 | 小湊伊純（瀬戸麻沙美）・日岡蒼（井澤詩織）・友立小夏（種﨑敦美）・大道あさひ（小澤亜李）・都久井沙紀（黒沢ともよ） | 「さよなら。ありがとう。」                                                                         | 劇場アニメ『ポッピンQ』卒業ソング                                                              |
| 2017年   | | | |                                                                                                |
| 2月1日   | Witch Craft Works THE BEST 〜日本語盤〜                                                                                        | 火々里綾火（瀬戸麻沙美） | 「ENDLESS FIRE」 「風の想い出〜La Memoire Perdue〜」                                               | テレビアニメ『ウィッチクラフトワークス』関連曲                                                 |
| 6月21日  | わたしたちも音楽道、はじめました！                                                                                             | 西絹代（瀬戸麻沙美） | 「叭喇撃突ケ響」                                                                                   | アニメ『ガールズ&パンツァー』関連曲                                                            |
| 2018年   | | | |                                                                                                |
| 5月26日  | テイルズ オブ リンク オリジナルサウンドトラック                                                                                | サラ（三上枝織）、カナ（瀬戸麻沙美） | 「未来キセキ」                                                                                     | ゲーム『テイルズ オブ リンク』挿入歌                                                           |
| 6月6日   | ON STAGE LIFE | 音楽少女 | 「ON STAGE LIFE」                                                                                  | テレビアニメ『音楽少女』挿入歌                                                                 |
| 6月6日   | ON STAGE LIFE | 音楽少女 | 「ON STAGE LIFE (Taishi ReMix)」                                                                   | テレビアニメ『音楽少女』関連曲                                                                 |
| 6月8日   | 少女たちのメロディ | アンシア・カレンバーグ（瀬戸麻沙美） | 「少女たちのメロディ」                                                                             | 劇場アニメ『Under the Dog』テーマソング                                                        |
| 7月18日  | terzetto rhapsody | H☆E☆S | 「terzetto rhapsody」                                                                              | テレビアニメ『音楽少女』挿入歌                                                                 |
| 7月18日  | terzetto rhapsody | H☆E☆S | 「terzetto rhapsody (Taishi ReMix)」                                                               | テレビアニメ『音楽少女』関連曲                                                                 |
| 7月25日  | お願いマーガレット | 音楽少女 | 「お願いマーガレット」                                                                             | テレビアニメ『音楽少女』挿入歌                                                                 |
| 8月8日   | シャイニング・ピース | 音楽少女 | 「シャイニング・ピース」                                                                           | テレビアニメ『音楽少女』エンディングテーマ                                                     |
| 8月8日   | シャイニング・ピース | 音楽少女 | 「シャイニング・ピース (Taishi ReMix)」                                                            | テレビアニメ『音楽少女』関連曲                                                                 |
| 8月29日  | Let's sing!! | H☆E☆S | 「Let's sing!!」                                                                                   | テレビアニメ『音楽少女』挿入歌                                                                 |
| 8月29日  | Let's sing!! | 熊谷絵里（瀬戸麻沙美） | 「Falling Down」                                                                                   | テレビアニメ『音楽少女』関連曲                                                                 |
| 9月26日  | シャイニング・ピーシーズ | 音楽少女 | 「シャイニング・ピース」                                                                           | テレビアニメ『音楽少女』挿入歌                                                                 |
| 9月26日  | シャイニング・ピーシーズ | 熊谷絵里（瀬戸麻沙美） | 「シャイニング・ピース」                                                                           | テレビアニメ『音楽少女』関連曲                                                                 |
| 10月3日  | 不可思議のカルテ | 桜島麻衣（瀬戸麻沙美）、古賀朋絵（東山奈央）、双葉理央（種﨑敦美）、豊浜のどか（内田真礼）、梓川かえで（久保ユリカ）、牧之原翔子（水瀬いのり） | 「不可思議のカルテ」                                                                               | テレビアニメ『青春ブタ野郎はバニーガール先輩の夢を見ない』エンディングテーマ                   |
| 12月19日 | 青春ブタ野郎はバニーガール先輩の夢を見ない BD・DVD第1巻特典CD                                                                  | 桜島麻衣（瀬戸麻沙美） | 「不可思議のカルテ」                                                                               | テレビアニメ『青春ブタ野郎はバニーガール先輩の夢を見ない』エンディングテーマ                   |
| 12月19日 | LOVE STOIC | 藍羽浅葱（瀬戸麻沙美） | 「Save Our Sanctuary」                                                                             | OVA『ストライク・ザ・ブラッド III』挿入歌                                                      |
| 2019年   | | | |                                                                                                |
| 1月30日  | 翼を持つ者たち | コトブキ飛行隊 | 「翼を持つ者たち」                                                                                 | テレビアニメ『荒野のコトブキ飛行隊』エンディングテーマ                                         |
| 1月30日  | 翼を持つ者たち | コトブキ飛行隊 | 「太陽が呼んだ虹」                                                                                 | テレビアニメ『荒野のコトブキ飛行隊』関連曲                                                     |
| 3月13日  | コトブキ飛行隊、一曲入魂！ | レオナ（瀬戸麻沙美） | 「Let it out」                                                                                     | テレビアニメ『荒野のコトブキ飛行隊』関連曲                                                     |
| 3月27日  | - | 岬明乃（夏川椎菜）宗谷ましろ（Lynn）、榊原つむぎ（西明日香）、高橋千華（瀬戸麻沙美） | 「Victory Voyage!!」                                                                               | ゲーム『ハイスクール・フリート 艦隊バトルでピンチ!』テーマソング                               |
| 11月27日 | 青春ブタ野郎はゆめみる少女の夢を見ない BD・DVD特典 Original Soundtrack                                                         | 桜島麻衣（瀬戸麻沙美）、古賀朋絵（東山奈央）、双葉理央（種﨑敦美）、豊浜のどか（内田真礼）、梓川かえで（久保ユリカ）、牧之原翔子（水瀬いのり） | 「不可思議のカルテ movie ver.」                                                                    | 劇場アニメ『青春ブタ野郎はゆめみる少女の夢を見ない』エンディングテーマ                         |
| 2020年   | | | |                                                                                                |
| 3月25日  | TARI TARI 白浜坂高校合唱（時々バドミントン）部ベストアルバム                                                                   | 白浜坂高校合唱部 | 「思い出の向こうへ」                                                                               | 小説『TARI TARI 〜芽吹いたり 照らしたり やっぱり時々歌ったり〜』関連曲                         |
| 7月15日  | バンめし♪ ふるさとグランプリ ROUND1 〜春の陣〜                                                                                 | 夜叉姫神楽［夜叉姫（瀬戸麻沙美）］ | 「御伽噺に幕切れを」                                                                               | 『バンめし♪』関連曲                                                                            |
| 2021年   | | | |                                                                                                |
| 7月21日  | トロピカル〜ジュ！プリキュア ボーカルアルバム 〜トロピカる！MUSIC BOX〜                                                        | トロピカる部 | 「Viva! Spark!トロピカル〜ジュ！プリキュア トロピカる部Ver.」                                      | テレビアニメ『トロピカル〜ジュ!プリキュア』関連曲                                              |
| 7月21日  | トロピカル〜ジュ！プリキュア ボーカルアルバム 〜トロピカる！MUSIC BOX〜                                                        | 滝沢あすか（瀬戸麻沙美） | 「BREAK POINT」                                                                                    | テレビアニメ『トロピカル〜ジュ!プリキュア』関連曲                                              |
| 7月21日  | トロピカル〜ジュ！プリキュア ボーカルアルバム 〜トロピカる！MUSIC BOX〜                                                        | キュアサマー（ファイルーズあい）、キュアコーラル（花守ゆみり）、キュアパパイア（石川由依）、キュアフラミンゴ（瀬戸麻沙美）、キュアラメール（日高里菜） | 「おもいきりトロピカル！」                                                                         | テレビアニメ『トロピカル〜ジュ!プリキュア』関連曲                                              |
| 8月11日  | Viva! Spark!トロピカル〜ジュ!プリキュア with トロピカる部/なかよしのうた/あこがれ Go My Way!!                                  | Machico、コーラス：トロピカる部 | 「Viva! Spark!トロピカル〜ジュ！プリキュア with トロピカる部」                                     | テレビアニメ『トロピカル〜ジュ!プリキュア』オープニングテーマ                                  |
| 10月8日  | おとぎ話 | 辻村有記 feat.小湊伊純（瀬戸麻沙美） | 「おとぎ話」                                                                                       | 『ポッピンQ』関連曲                                                                            |
| 10月20日 | シャンティア〜しあわせのくに〜                                                                                                 | キュアサマー（ファイルーズあい）、キュアコーラル（花守ゆみり）、キュアパパイア（石川由依）、キュアフラミンゴ（瀬戸麻沙美）、キュアラメール（日高里菜） | 「シャンティア〜しあわせのくに〜」                                                                 | 劇場アニメ『映画 トロピカル〜ジュ！プリキュア 雪のプリンセスと奇跡の指輪！』挿入歌             |
| 10月20日 | シャンティア〜しあわせのくに〜                                                                                                 | キュアサマー（ファイルーズあい）、キュアコーラル（花守ゆみり）、キュアパパイア（石川由依）、キュアフラミンゴ（瀬戸麻沙美）、キュアラメール（日高里菜）、キュアブロッサム（水樹奈々）、キュアマリン（水沢史絵）、キュアサンシャイン（桑島法子）、キュアムーンライト（久川綾） | 「シャンティア〜しあわせのくに〜（エンディング主題歌Ver.）」                                       | 劇場アニメ『映画 トロピカル〜ジュ！プリキュア 雪のプリンセスと奇跡の指輪！』エンディングテーマ |
| 2022年   | | | |                                                                                                |
| 2月2日   | トロピカル〜ジュ！プリキュア ボーカルベスト                                                                                    | ローラ（日高里菜）、夏海まなつ（ファイルーズあい）、涼村さんご（花守ゆみり）、一之瀬みのり（石川由依）、滝沢あすか（瀬戸麻沙美） | なかよしのうた〜いっしょにうたおう♪だいすきなともだち〜                                            | テレビアニメ『トロピカル〜ジュ！プリキュア』挿入歌                                             |
| 2月16日  | パチンコ・パチスロ『ガールズ&パンツァー 劇場版』ボーカルミニアルバム「音楽道、まだまだ邁進中です!!!」                          | 西住みほ（渕上舞）、西住まほ（田中理恵）、ダージリン（喜多村英梨）、ケイ（川澄綾子）、アンチョビ（吉岡麻耶）、カチューシャ（金元寿子）、西絹代（瀬戸麻沙美）、ミカ（能登麻美子）                                                                                             | 「ブレイブハーツ・アッセンブル」                                                                   | パチンコ・パチスロ『ガールズ&パンツァー 劇場版』関連曲                                         |
| 10月5日  | Extreme Hearts キャラクターソングアルバム「BEST 4 U」                                                                          | Snow Wolf | 「Hydrangea」                                                                                      | テレビアニメ『Extreme Hearts』挿入歌                                                           |
| 10月5日  | Extreme Hearts キャラクターソングアルバム「BEST 4 U」                                                                          | 葉山陽和（野口瑠璃子）、小鷹咲希（岡咲美保）、前原純華（優木かな）、橘雪乃（福原綾香）、小日向理瀬（小澤亜李）、ミシェル・イェーガー（市ノ瀬加那）、アシュリー・ヴァンクロフト（瀬戸麻沙美）                                                                                 | 「無限大の魔法」                                                                                   | テレビアニメ『Extreme Hearts』挿入歌                                                           |
| 10月5日  | Extreme Hearts キャラクターソング ソロバージョン                                                                               | アシュリー・ヴァンクロフト（瀬戸麻沙美） | 「Hydrangea」 「無限大の魔法」                                                                     | テレビアニメ『Extreme Hearts』関連曲                                                           |
| 11月30日 | Darling in the Night | 七陰 | 「Darling in the Night」                                                                           | テレビアニメ『陰の実力者になりたくて!』エンディングテーマ                                      |
| 2023年   | | | |                                                                                                |
| 6月23日  | 青春ブタ野郎はおでかけシスターの夢を見ない 劇場パンフレット豪華版 Special Drama CD「青春ブタ野郎はハニートーストの夢を見ない」 | 桜島麻衣（瀬戸麻沙美）、梓川花楓（久保ユリカ） | 「BABY!」                                                                                          | 劇場アニメ『青春ブタ野郎はおでかけシスターの夢を見ない』関連曲                                 |
| 12月27日 | 大大大大大好きな君へ♡ | 花園羽香里（本渡楓）、院田唐音（富田美憂）、好本静（長縄まりあ）、栄逢凪乃（瀬戸麻沙美）、薬膳楠莉（朝井彩加） | 「大大大大大好きな君へ♡」                                                                          | テレビアニメ『君のことが大大大大大好きな100人の彼女』オープニングテーマ                        |
| 12月27日 | 大大大大大好きな君へ♡ | 栄逢凪乃（瀬戸麻沙美） | 「大大大大大好きな君へ♡」                                                                          | テレビアニメ『君のことが大大大大大好きな100人の彼女』関連曲                                    |
| 2024年   | | | |                                                                                                |
| 1月15日  | アークナイツ 3周年記念楽曲集                                                                                                   | ケオベ（瀬戸麻沙美） | 「はにーふぁにーでいず」                                                                           | ゲーム『アークナイツ』関連曲                                                                   |
| 2025年   | | | |                                                                                                |
| 2月5日   | ありがと、大好きになってくれて                                                                                                 | 恋太郎ファミリー | 「ありがと、大好きになってくれて」                                                                 | テレビアニメ『君のことが大大大大大好きな100人の彼女』第2期オープニングテーマ                   |
| 3月19日  | 恋太郎ファミリー歌謡祭 | 栄逢凪乃（瀬戸麻沙美） | 「星彩予報」                                                                                       | テレビアニメ『君のことが大大大大大好きな100人の彼女』第2期挿入歌                               |

### その他参加楽曲
| 発売日        | 商品名                                                             | 歌         | 楽曲                          | 備考                                                   |
| ------------- | ------------------------------------------------------------------ | ---------- | ----------------------------- | ------------------------------------------------------ |
| 2012年1月18日 | ちはやふる オリジナル・サウンドトラック&キャラクターソング集 第1首 | 瀬戸麻沙美 | 「そしていま」                | テレビアニメ『ちはやふる』エンディングテーマ           |
| 2013年3月20日 | ちはやふる2 オリジナル・サウンドトラック                           | 瀬戸麻沙美 | 「茜空」                      | テレビアニメ『ちはやふる2』エンディングテーマ          |
| 2019年3月27日 | 盾の勇者の成り上がり オリジナル・サウンドトラック "Dusk"           | 瀬戸麻沙美 | 「Falling Through Starlight」 | テレビアニメ『盾の勇者の成り上がり』エンディングテーマ |

## ライブ

### 合同ライブ
| 出演日        | タイトル                            | 会場         |
| ------------- | ----------------------------------- | ------------ |
| 2024年1月20日 | 全プリキュア 20th Anniversary LIVE! | 横浜アリーナ |